# Paraconchoecia oblonga
Paraconchoecia oblonga är en kräftdjursart som beskrevs av Claus 1890. Paraconchoecia oblonga ingår i släktet Paraconchoecia och familjen Halocyprididae. Inga underarter finns listade i Catalogue of Life.